# HMS Ehrensköld (11)

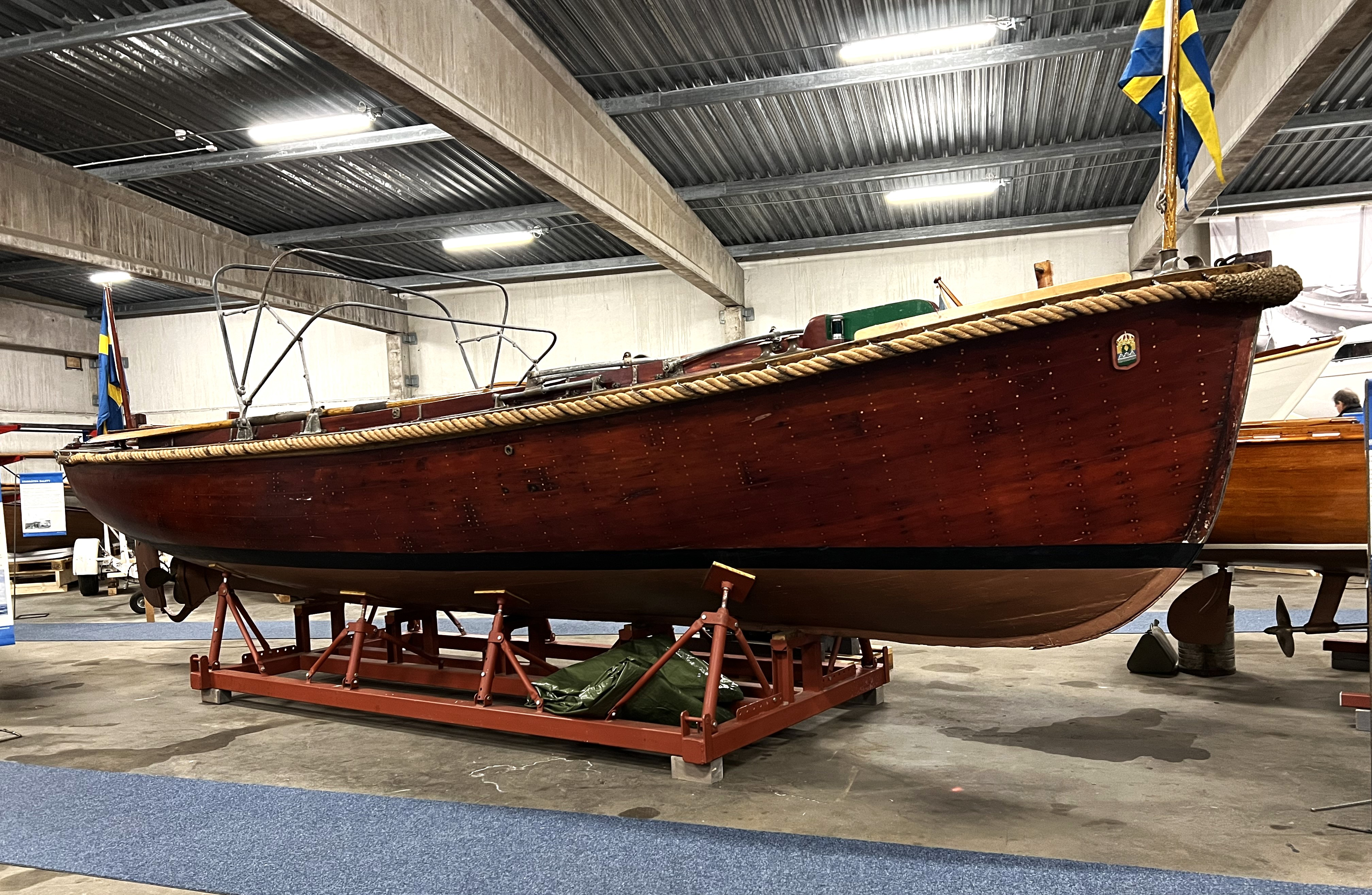
HMS Ehrenskölds barkass i Båtmagasinet på Rindö

HMS Ehrensköld (11) var en jagare i svenska flottan. Tillsammans med systerfartyget HMS Nordenskjöld (12) utgjorde hon Ehrensköld-klassen, som med sin storlek och fart var ett stort steg inom den svenska jagarflottan. Till en början hade Ehrensköld fartygsnummer 11, vilket senare byttes till 1. År 1951–1952 byggdes fartyget om till fregatt och fick då fartygsnumret 71. Fartyget utrangerades år 1963 och såldes för skrotning 1973.

## Utformning och bestyckning
Ehrensköld var 91,4 meter lång och hade ett maximalt deplacement av 1 000 ton. Skrovet var byggt av nitat stål med utfallande stäv och så kallad "kryssarakter", vilket innebar att den var rundad. På den förliga delen av däcket stod en överbyggnad med tre våningar som bland annat innehöll bryggan, styrhytten, sjukvårdsavdelningen och manskapsköket.
Maskineriet utgjordes av tre oljeeldade ångpannor som levererade ånga till två ångturbiner, vilka drev var sin propeller. Maskineriet genererade 24 000 hästkrafter vilket gav en fart på 35 knop.
Ehrenskölds huvudbestyckning utgjordes av tre stycken 12 cm kanoner, som var placerade på fördäck, mellan skorstenarna respektive på akterdäck. I aktern fanns en luftvärnsbrygga med två 40 mm luftvärnsautomatkanoner. Vidare fanns torpedtuber, sjukbombskastare och sjunkbombsfällare, även minor kunde medföras för utläggning.

## Historia
Ehrensköld byggdes av Kockums i Malmö och sjösattes den 25 september 1926. Fartyget fick sitt namn efter amiralen Nils Ehrenschiöld, från början hade fartyget hela namnet men förnamnet togs bort året efter dopet.
Sommaren 1929 eskorterade Ehrensköld tillsammans med systerfartyget Nordenskjöld pansarskeppet HMS Sverige under en resa till Estland och Lettland. Ombord på pansarskeppet fanns kung Gustaf V, och resan gick först till Tallinn och därefter Riga, innan fartygen återvände till Sverige. Året därpå deltog systerfartygen i ytterligare en utlandsresa. Denna gång gick resan tillsammans med pansarskeppen HMS Gustaf V och HMS Drottning Victoria till den dåvarande tyska staden Swinemünde. Syftet med resan var att hämta stoftet från Drottning Victoria, som nyligen hade avlidit i Rom.
År 1934 gick Ehrensköld på grund under en förflyttning från Karlskrona till Stockholm varvid ett stort hål revs upp i förskeppets botten. Genom att vattenfylla delar av akterskeppet och göra en kraftig backmanöver kunde man ta fartyget av grundet och man kunde för egen maskin ta sig till Stockholms örlogsvarv för reparationer.

### Andra världskriget

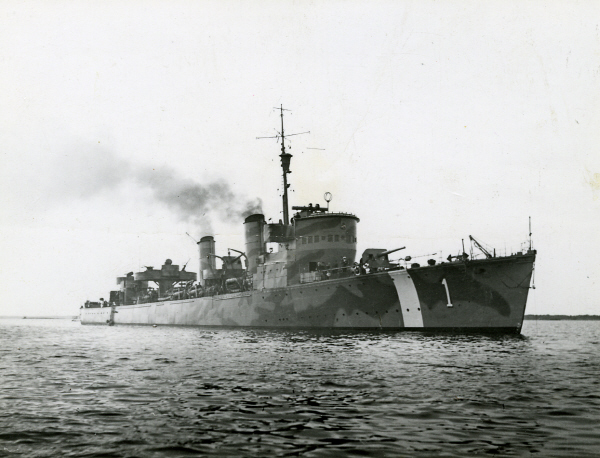
Ehrensköld under andra världskriget med vita neutralitetsband och fartygsnummer 1.

I september 1938, då Tyskland gjorde anspråk på tjeckoslovakiska territorier, var Ehrensköld tillsammans med HMS Klas Horn (3) de enda rustade jagarna i den svenska flottan. I april 1940, då Tyskland invaderade Danmark och Norge, låg hon emellertid avrustad i Karlskrona och personalbristen inom flottan gjorde att det var svårt att bemanna fartyget. Först efter många övningar med ny besättning kunde fartyget sättas i tjänst den andra september.
I början av andra världskrigets ingick Ehrensköld i Karlskronaeskadern, som var en del av sydkustens marindistrikt. Under 1942 ingick hon i Kustflottan, som var örlogsflottans största och mest slagkraftiga enhet, och flyttades därefter tillbaka till Karlskronaeskadern.

### Efter kriget
År 1951 till 1952 byggdes Ehrensköld om till fregatt, varvid torpedbestyckningen och den aktra kanonen togs bort och ersattes av fyra 40 mm automatkanoner m/36. Vidare bestyckades hon med utrustning såsom hydrofon och sjukbombsbestyckning för ubåtsjakt. Stridsledningscentral inrättades och radar installerades.

### Utrangering och skrotning
Ehrensköld utrangerades den första april 1963, vartefter hon användes som målfartyg. 1973 såldes fartyget och skrotades i Ystad.